# Olga Charvátová
Olga Charvátová (Zlín, 11. lipnja 1962.) bila je češka alpska skijašica koja je nastupala za Čehoslovačku. Natjecala se u i u tehničkim u brzim disciplinama.
Osvojila je brončano odličje u spustu na Zimskim olimpijskim igrama 1984. u Sarajevu. Na istim Igrama bila je 10. u slalomu i 8. u veleslalomu.
U Svjetskom skijaškom kupu ostvarila je dvije pobjede: jednu u slalomu, 21. siječnja 1983. u austrijskom Schrunsu (država Vorarlberg), i jednu u kombinaciji, 4. veljače 1986., u mjestu Piancavallo u sjevernoj Italiji.
Dvije godine poslije diplomirala je kineziologiju, trenerski smjer, na Fakultetu za tjelesnu kulturu i šport Karlovom sveučilištu u Pragu.
Ubrzo nakon diplome, počela je raditi kao profesor tjelesne kulture na Tehnološkom sveučilištu u Zlínu. Bila je i trenerica skijašica u Čehoslovačkoj, a nakon raspada i u Češkoj skijaškoj reprezentaciji.
Udana je i majka troje djece. Najstarija kći, Klára Křížová također je bila alpska skijašica, nastupila na Zimskim olimpijskim igrama 2010. u Vancouveru. Sin Dušan Kříž je natjecatelj u daskanju na snijegu.
Nakon trenerske karijere, politički se aktivirala i kao nezavisni kandidat u koaliciji sa strankom Republike izašla na izborima za Europski parlament 2014., ali nije prešla izborni prag.
Izašla je i na izbore za Češki senat iste godine, ali 3,09% glasova bilo je ispod izbornog praga i mandata u Senatu.